# Live at the House of Blues, Cleveland 9.15.07
Live at the House of Blues, Cleveland 9.15.07 другий концертний альбом канадської групи Sum 41, записаний 15 вересня 2007 року, в House of Blues, що в Клівленді, випущений 9 серпня 2011 року.

## Фон
Під час шоу Дерік оголосив, що шоу змімають на камеру для майбутньої трансляції (TV або онлайн-трансляція), про цей запис нічого не було відомо аж до релізу шоу як концертного альбому 9 серпня 2011 року, на iTunes.

## Прийом
Багато фанів критикували затримку релізу, який був записаний ще коли група просувала свій попередній альбом Underclass Hero, та випустили його в поєднанні з підтримкою туру групи для свого п'ятого альбому Screaming Bloody Murder. Це перший концертний реліз (CD або DVD), на якому є пісні з альбому Underclass Hero.

## Список пісень
| #       | Назва                            | Тривалість |
| ------- | -------------------------------- | ---------- |
| 1.      | «Underclass Hero»                | 5:45       |
| 2.      | «The Hell Song»                  | 3:14       |
| 3.      | «Motivation»                     | 4:36       |
| 4.      | «We're All to Blame»             | 6:12       |
| 5.      | «Walking Disaster»               | 5:41       |
| 6.      | «Machine Gun»                    | 3:44       |
| 7.      | «King of Contradiction»          | 3:34       |
| 8.      | «In Too Deep»                    | 3:39       |
| 9.      | «Over My Head (Better Off Dead)» | 2:59       |
| 10.     | «Makes No Difference»            | 8:38       |
| 11.     | «Pieces»                         | 3:35       |
| 12.     | «March of the Dogs»              | 4:16       |
| 13.     | «Still Waiting»                  | 2:50       |
| 14.     | «My Direction»                   | 2:53       |
| 15.     | «Fat Lip»                        | 2:55       |
| 16.     | «Pain for Pleasure»              | 3:31       |
| 1:08:02 |                                  |            |

## Персонал
- Деррік Уіблі — вокал, ритмічна гітара, ударні в «Pain for Pleasure»
- Tom Thacker — гітара, бек-вокал
- Cone McCaslin — бас-гітара, бек-вокал
- Steve Jocz — ударні, перкусія, вокал в «Fat Lip» та «Pain For Pleasure»